# 張力 (野球)
張 力（ちょう りき、チャン・リー、Zhang Li、1980年2月3日 - ）は、中華人民共和国出身の元野球選手(投手)。右投右打。190cmを超える長身からの緩急ある投球を武器に、主に中継ぎとして活躍。

## 来歴・人物
1998年、張力は高い身長と速球を評価され、上海市体育運動技術学院を卒業と同時に上海市棒球隊（のちの上海ゴールデンイーグルス）に入団した。翌1999年のアメリカ合衆国遠征の際には、140km/hを超える速球が地元の専門家からも高い評価を受けた。しかしながら2001年、酷使による肩の怪我で、10mの投球がやっとの状態に陥ってしまった。
その後、アメリカでの治療を行うなど張力の肩は実戦に耐えうるまで回復したが、その球威は時速130km/hを超える程度にまで落ちてしまった。球威を補うべくスローカーブを中心とした制球重視の投球にスタイルを変え、中国代表の主力投手として主に中継ぎで活躍した。

## 主な代表歴
- 2000年 - 第19回AAA世界野球選手権大会中国代表
- 2003年 - 第35回IBAFワールドカップ中国代表
- 2005年 - 第23回アジア野球選手権大会中国代表
- 2005年 - 第36回IBAFワールドカップ中国代表
- 2005年 - 第1回アジアシリーズ中国代表
- 2006年 - 第1回ワールド・ベースボール・クラシック中国代表
- 2006年 - 第2回アジアシリーズ中国代表
- 2009年 - 第2回ワールド・ベースボール・クラシック中国代表